# Höhle der Löwen (Gruppe)
Die Höhle der Löwen (arabisch عرين الأسود, DMG ʿArīn al-Usūd; englisch The Lions’ Den (TLD)) ist eine bewaffnete palästinensische Gruppe, die im von Israel besetzten Westjordanland operiert. Sie wurde 2022 von ehemaligen Mitgliedern anderer palästinensischer militanter Organisationen gegründet und hat Berichten zufolge ihren Sitz in der Altstadt von Nablus. Die Organisation wurde von einem 25-jährigen Palästinenser namens Mohammed al-Azizi, besser bekannt als „Abu Saleh“, und seinem 28-jährigen Freund Abdel Rahman Suboh oder „Abu Adam“ gegründet. Sie wurden beide im Juli 2022 bei Kämpfen getötet. Sie hatte einen Anstieg der Popularität unter den Palästinensern im Westjordanland erfahren und teilte regelmäßig Videos ihrer Angriffe auf TikTok und Telegram. Ihr TikTok-Konto wurde im Oktober 2022 gesperrt. Die Gruppe veröffentlichte daraufhin ihre Videos auf ihrem Telegram-Konto, das am 20. Oktober 2022 130.000 Follower hatte. Im Juni 2024 wurde die Gruppe von den USA für ihre Angriffe auf Israeli und Palästinenser im Westjordanland mit Sanktionen belegt.